# Primer Gobierno González
El primer gobierno de Felipe González fue el Gobierno de España entre 3 de diciembre de 1982 y 27 de julio de 1986. Felipe González Márquez fue investido presidente del Gobierno por el Congreso de los Diputados después de que el Partido Socialista Obrero Español (PSOE) ganara las elecciones generales de 1982 que dieron comienzo a la ii legislatura de España.
El Gobierno cesó el 22 de junio de 1986 por la celebración de las elecciones generales. Continuó en funciones hasta el 26 de julio de 1986, día en que tomó posesión el segundo Gobierno de González.

## Historia
El 2 de diciembre de 1982 Felipe González fue investido por el Congreso y juró el cargo de presidente del Gobierno ante el rey Juan Carlos I. El 3 de diciembre de 1982 todos los ministros tomaron posesión del cargo, conformando el Consejo de Ministros hasta el 26 de julio de 1986.
La única remodelación ministerial del periodo se produjo el 5 de julio de 1985. Eduardo Sotillos abandona la portavocía del gobierno, siendo sustituido por Javier Solana; Fernando Morán López abandona el Ministerio de Asuntos Exteriores, siendo sustituido por Francisco Fernández Ordóñez; Miguel Boyer abandona el Ministerio de Economía, siendo sustituido por Carlos Solchaga, hasta entonces ministro de Industria, cargo ocupado ahora por Joan Majó; Julián Campo abandona el Ministerio de Obras Públicas, siendo sustituido por Javier Sáenz de Cosculluela; Enrique Barón abandona el Ministerio de Transportes, siendo sustituido por Abel Caballero; y Tomás de la Quadra-Salcedo abandona el Ministerio de Administración Territorial, siendo sustituido por Félix Pons.

## Composición
| Partido político |                                              | Partido Socialista Obrero Español (PSOE) |
| Partido político | Partido de los Socialistas de Cataluña (PSC) |                                          |

| i Gobierno de González (1982-1986)              |                                               |                                                               |         |
| Cargo                                           | Titular                                       | Titular                                                       | Titular |
| Presidente                                      |                                               | Felipe González Márquez                                       |         |
| Vicepresidente                                  |                                               | Alfonso Guerra González                                       |         |
| Asuntos Exteriores                              |                                               | Fernando Morán López (1982-1985)                              |         |
| Asuntos Exteriores                              | Francisco Fernández Ordóñez (1985-1986)       |                                                               |         |
| Justicia Notario Mayor del Reino                |                                               | Fernando Ledesma Bartret                                      |         |
| Defensa                                         |                                               | Narcís Serra i Serra                                          |         |
| Economía y Hacienda                             |                                               | Miguel Boyer Salvador (1982-1985)                             |         |
| Economía y Hacienda                             | Carlos Solchaga Catalán (1985-1986)           |                                                               |         |
| Interior                                        |                                               | José Barrionuevo Peña                                         |         |
| Obras Públicas y Urbanismo                      |                                               | Julián Campo Sainz de Rozas (1982-1985)                       |         |
| Obras Públicas y Urbanismo                      | Javier Sáenz de Cosculluela (1985-1986)       |                                                               |         |
| Educación y Ciencia                             |                                               | José María Maravall Herrero                                   |         |
| Trabajo y Seguridad Social                      |                                               | José Joaquín Almunia Amann                                    |         |
| Industria y Energía                             |                                               | Carlos Solchaga Catalán (1982-1985)                           |         |
| Industria y Energía                             | Joan Majó Cruzate (1985-1986)                 |                                                               |         |
| Agricultura, Pesca y Alimentación               |                                               | Carlos Romero Herrera                                         |         |
| Sanidad y Consumo                               |                                               | Ernest Lluch Martín                                           |         |
| Presidencia Secretario del Consejo de Ministros |                                               | Javier Moscoso del Prado y Muñoz                              |         |
| Transportes, Turismo y Comunicaciones           |                                               | Enrique Barón Crespo (1982-1985)                              |         |
| Transportes, Turismo y Comunicaciones           | Abel Ramón Caballero Álvarez (1985-1986)      |                                                               |         |
| Cultura                                         |                                               | Francisco Javier Solana Madariaga                             |         |
| Administración Territorial                      |                                               | Tomás de la Quadra-Salcedo Fernández del Castillo (1982-1985) |         |
| Administración Territorial                      | Félix Pons Irazazábal (1985-1986)             |                                                               |         |
| Portavoz                                        |                                               | Eduardo Sotillos Palet (1982-1985)                            |         |
| Portavoz                                        | Francisco Javier Solana Madariaga (1985-1986) |                                                               |         |